# Liste der Baudenkmäler in Riegelsberg
In der Liste der Baudenkmäler in Riegelsberg sind alle Baudenkmäler der saarländischen Gemeinde Riegelsberg und ihren Ortsteilen aufgelistet. Grundlage ist die Veröffentlichung der Landesdenkmalliste im Amtsblatt des Saarlandes vom 22. Dezember 2004 und die Teildenkmalliste des Regionalverbands Saarbrücken der Denkmalliste des Saarlandes in der Fassung vom 9. August 2017.
| Lage                          | Bezeichnung                         | Beschreibung | Bild |
| ----------------------------- | ----------------------------------- | --- | ---- |
| Buchschacher Straße 1 Lage    | Ev. Pfarrhaus                       | Das evangelische Pfarrhaus wurde 1888/89 erbaut und 1903 bis 1905 erweitert. |      |
| Hilschbacher Straße 17 Lage   | Bauernhof                           | Das Wohnhaus des Hofs wurde 1883 erbaut, der Kleinviehstall mit Futterküche 1888 und der Holzschuppen 1896. Ältester Teil des Gebäudekomplexes ist die Scheune aus dem Jahr 1834. |      |
| Hilschbacher Straße 34 Lage   | Bauernhaus                          | Das Bauernhaus stammt aus dem 3. Viertel des 17. Jahrhunderts. |      |
| Kirchstraße Lage              | Ev. Pfarrkirche                     | Die Kirche wurde in den Jahren 1886 bis 1889 nach Plänen des Architekten Reinhold Wirtz und Eduard Heldberg im Stil der Neugotik erbaut. Das Eingangsportal befindet sich in einem Turm mit Spitzhelm, an den sich das Langhaus mit Querschiff anschließt. Zur Ausstattung der Kirche gehören fünf Fenster des Architekten und Glasmalers György Lehoczky aus den Jahren 1962/63. |      |
| Kirchstraße 28 Lage           | Kath. Pfarrhaus mit Ökonomiegebäude | Unter Denkmalschutz steht nicht nur das 1888/89 erbaute Pfarrhaus, sondern auch das Wirtschaftsgebäude. |      |
| Lampennester Straße 12 Lage   | Wegekreuz                           | Erbaut 1823 |      |
| Riegelsberger Straße 30a Lage | Wegekreuz                           | Erbaut 1815 |      |
| Saarbrücker Straße 119 Lage   | Bauernhaus                          | Das Bauernhaus wurde 1854 erbaut und 1982 umgebaut. |      |
| Saarbrücker Straße 126 Lage   | St.-Josefs-Haus                     | Das St.-Josefs-Haus, im Volksmund auch „Kloster“ genannt, wurde 1898 von Wilhelm Hector erbaut. Über einem schmalen Sockelgeschoss erhebt sich ein zweigeschossiger Bau mit Satteldach. Die Vorderseite des Hauses zeigt die roten Sandsteinquader, während Seiten und Rückseite verputzt sind. Die Laibungen der Fenster sind mit hellem Sandstein verziert. Die sechs Fenster im Erdgeschoss sind als Segmentbogenfenster angelegt, die im ersten Obergeschoss sind gerade, besitzen aber eine gotisierte Verdachung. Außerdem werden sie mit einem profilierten Sohlgesims abgeschlossen. Unter einem kleinen Zwerchgiebel mit schmalen Fenstern steht im Norden der Straßenseite zwischen zwei Fenstern eine Figur des hl. Josef. |      |
| Überhofer Straße 1 Lage       | Bauernhof                           | Der Bauernhof stammt aus dem 1. Viertel des 17. Jahrhunderts und wurde im 18. Jahrhundert zum Wohnhaus umgebaut. Der Wirtschaftsteil ist nicht mehr vollständig erhalten. |      |
| Überhofer Straße 34b Lage     | Bauernhaus                          | Das Bauernhaus wurde 1822 erbaut und mittlerweile abgebrochen. |      |
| Wolfskaulstraße Lage          | Hindenburgturm                      | Der Hindenburgturm wurde 1934 in einem kleinen Park als Denkmal für die Gefallenen des Ersten Weltkrieges erbaut. Der dreigeschossige Klinkerbau ist rund 15 Meter hoch. Im Erdgeschoss befindet sich eine Ehrenhalle mit dem Standbild eines Soldaten mit Helm und Gewehr, das der Saarbrücker Bildhauer Willi Knapp geschaffen hat. Eine Liste zählt die 222 Gefallenen des Ersten Weltkrieges aus den drei Gemeinden Güchenbach, Hilschbach und Überhofen auf. |      |